# Kyselina nalidixová
Kyselina nalidixová je heterocyklická dusíkatá karboxylová kyselina, jejíž základní strukturní jednotkou je naftyridin. Je to bílá krystalická látka (tvoří jednoklonné krystaly), velmi špatně rozpustná ve vodě, lépe rozpustná ve vodných roztocích zásad, dobře rozpustná v ethanolu. Jedná se o relativně stabilní látku. Vykazuje antibiotické účinky. Poprvé byla získána v roce 1962 Lesherem a jeho spolupracovníky ze společnosti Sterling-Winthrop při hledání nových cest k syntéze antimalarika chlorochinu jako vedlejší produkt. Její objev je považován za počátek éry syntetických chinolonových antibiotik.

## Význam
Jako antibiotikum pro humánní medicínu je kyselina nalidixová významná již vícéméně historicky. Používá se však např. při testování citlivosti některých bakteriálních kmenů na chinolonová antibiotika ve formě difuzních disků.

## Farmakologie
Kyselina nalidixová je považována za první chinolonové antibiotikum. Je klasifikována jako chinolonové antibiotikum I. generace, přestože z chemického hlediska se jedná o derivát naftyridin-4-onu a ne o derivát chinolin-4-onu jako většina chinolonových antibiotik. Vzhledem k tomu, že se vylučuje téměř výhradně močí a stolicí, nedosahuje významných hladin v tělních tekutinách ani v tkáních a prakticky využitelné jsou pouze účinky na citlivé kmeny gramnegativních mikrobů (Escherichia coli), byla používána k léčbě uroinfekcí. Do lékařské praxe byla poprvé zavedena v roce 1967. V ČR byla dostupná např. jako maďarský přípravek Nevigramon. Dnes se již ve většině zemí jako léčivo v humánní medicíně nepoužívá. Stejně jako všechny chinolony i kyselina nalidixová jeví lékové interakce s kovovými ionty (je to chelatační činidlo). K vedlejším účinkům kyseliny nalidixové patří zejména gastrointestinální potíže, kopřivka, svědění, vzácně křeče a hyperglykemie. U kyseliny nalidixové nebyla prokázána fototoxicita na rozdíl od mnoha fluorochinolonů.

## Bezpečnost
Kyselina nalidixová je hodnocena jako látka zdraví škodlivá. Je klasifikována jako podezřelý karcinogen. LD50 pro krysu je při perorálním podání 2040 mg/kg, pro myš za stejných podmínek 1800 mg/kg. Mutagenita u člověka nebyla prokázána, mutagenní účinek látky byl pozorován u bakterií a kvasinek.[zdroj?]